# Bruno Souza (handebolista)
Bruno Bezerra de Menezes Souza (Niterói, 27 de junho de 1977) é um jogador de handebol brasileiro, bicampeão pan-americano e eleito terceiro melhor do mundo no ano de 2003. Atualmente é comentarista dos canais SporTV.

## Carreira
Começou no vôlei por influência paterna, em sua cidade natal; passou do Centro Educacional de Niterói ao Niterói Rugby Club e, depois, para a Metodista de São Bernardo do Campo.
Ele tornou-se a "estrela do pop" da família desde o dia em que resolveu largar o quarto ano do curso na faculdade de fisioterapia para ir jogar handebol na Alemanha.
Jogando na posição de armador, logo cedo integrou a Seleção Brasileira de Handebol, participando continentalmente e nos Jogos Olímpicos de 2004 e Pequim 2008.
Pelo Brasil fez 196 partidas com 623 gols assinalados; talvez, seu gol mais importante foi o marcado faltando 10 segundos para o final contra a Argentina, no Pan-Americano de 2003 em Santo Domingo, na República Dominicana.

### Clubes
- 1999–2006 - Frisch Auf Göppingen
- 2006–2008 - HSV Hamburg
- 2008–2009 - BM Alcobendas
- 2009–2014 - HBC Nantes

## Pós carreira
Bruno assumiu a Secretaria Nacional de Esporte de Alto Rendimento em 2020.

## Títulos

### Metodista
- Liga Nacional de Handebol: 1996, 1997, 1998 e 1999

### Seleção brasileira

#### Jogos Pan-Americanos
- Ouro: Santo Domingo 2003 e Rio de Janeiro 2007
- Prata: Winnipeg 1999

#### Torneio no Egito
- Ouro 2008

## Prêmios e participações
- Bruno Souza foi eleito o terceiro melhor do mundo no ano de 2003, na eleição promovida pela Federação Internacional de Handebol (IHF)[6].

- Ele teve quatro participações em mundiais: (97/99/01/03).
- E duas participações em Jogos Olímpicos: Atenas 2004 e Pequim 2008.